# José Urrestarazu
José Urrestarazu Munduate, né le 14 mars 1934 à Ataun,, est un coureur cycliste espagnol. Son frère cadet Jacinto a lui aussi été coureur cycliste.

## Biographie
Professionnel de 1957 à 1969, José Urrestarazu a notamment terminé cinquième de l'édition 1958 du Tour d'Andalousie, après s'être classé deuxième d'une étape. Il a également obtenu divers tops dix sur des étapes du Tour d'Espagne en 1960 et en 1962. 

## Palmarès
- 1955
  - Prueba Villafranca de Ordizia
  - Mémorial Gervais
- 1961
  - Prueba Alsasua

## Résultats sur les grands tours

### Tour d'Espagne
6 participations
- 1958 : abandon (12e étape)
- 1959 : abandon (4e étape)
- 1960 : hors délais (15e étape)
- 1962 : 31e
- 1963 : 26e
- 1965 : abandon (4eb étape)
- 1966 : 44e